# Brachyplatystoma juruense
Brachyplatystoma juruense is een straalvinnige vissensoort uit de familie van de antennemeervallen (Pimelodidae). De wetenschappelijke naam van de soort is voor het eerst geldig gepubliceerd in 1898 door George Albert Boulenger.  Boulenger gebruikte nog de geslachtsnaam Platystoma maar deze naam was al in gebruik en werd later vervangen door Brachyplatystoma.
De soort komt voor in het Amazonebekken in Brazilië. Ze is genoemd naar de Juruá, een zijrivier van de Amazone waar de soort werd ontdekt.